# Haus am Wasser

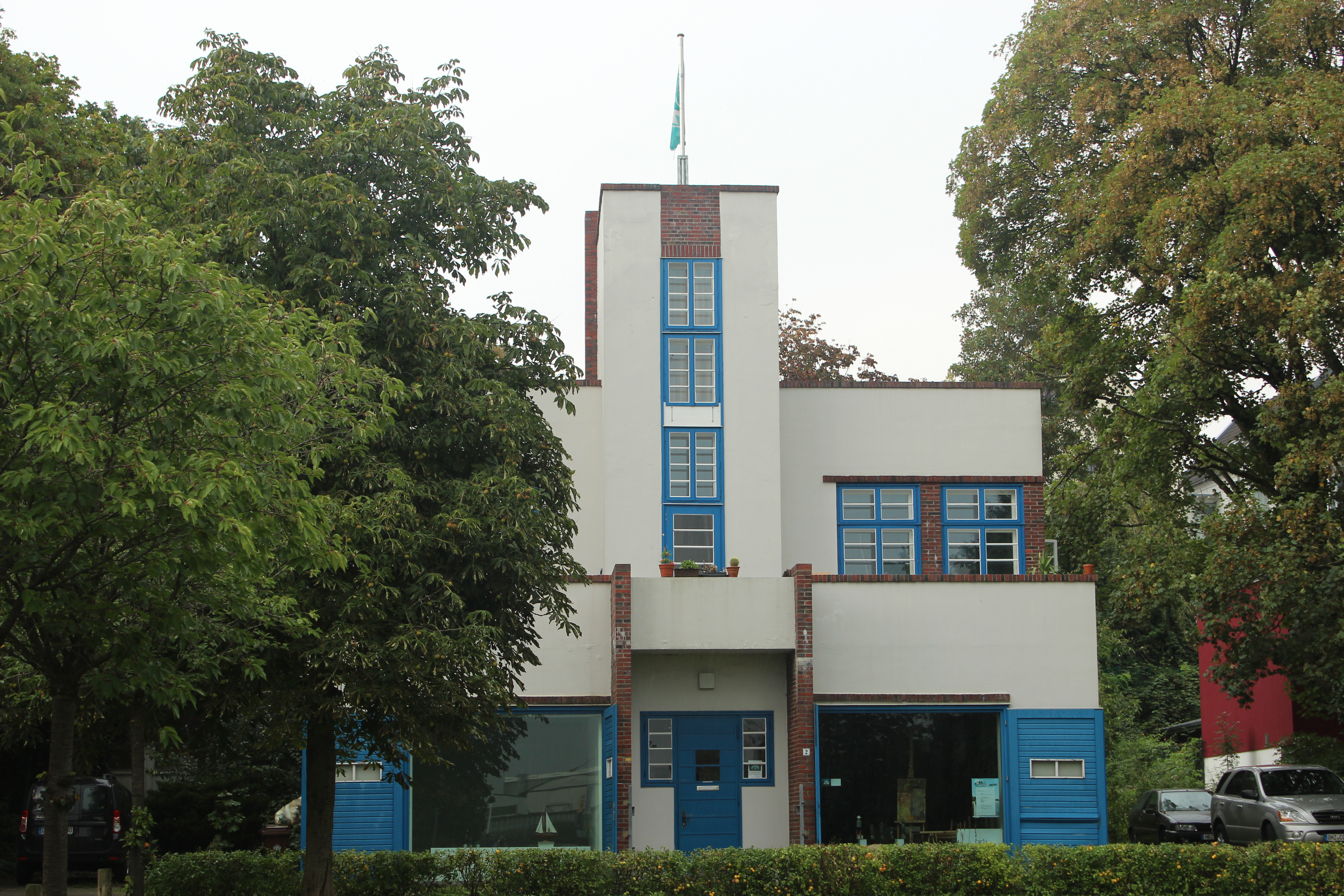
Haus am Wasser

Das Haus am Wasser, an der Vegesacker Weserpromenade 2 im Stadtgarten Vegesack, befindet sich in Bremen, Stadt- und Ortsteil Vegesack. Es entstand 1927 nach Plänen des Architekten Ernst Becker. Das Gebäude steht seit 1994 unter Bremer Denkmalschutz.

## Geschichte

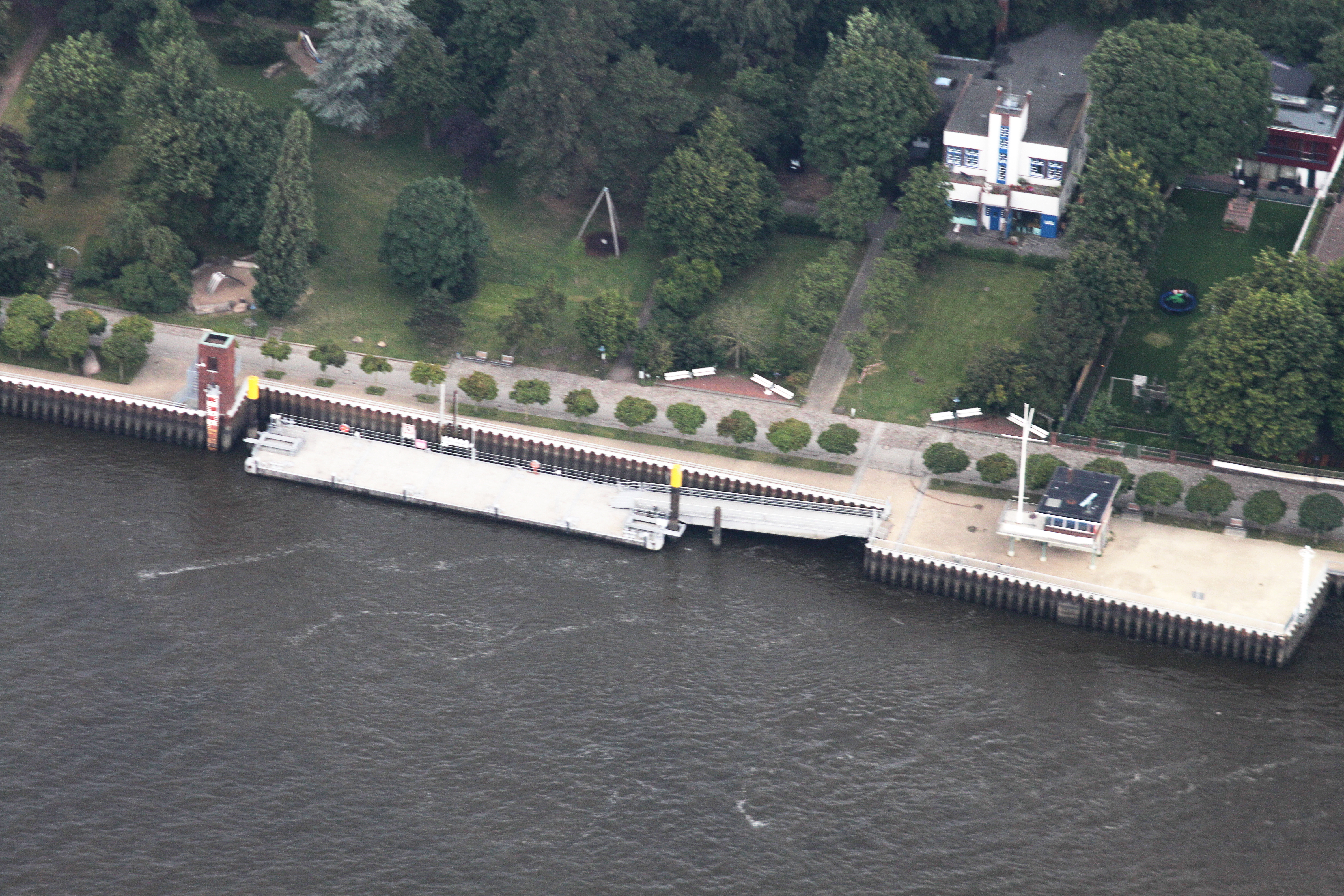
Luftbild der Weserpromenade; das Haus am Wasser befindet sich im Bild oben rechts.

Der Vegesacker Ruderverein ließ das Haus als Boots- und Vereinshaus 1927 vom seinerzeit „radikal modernen“ Architekten Ernst Becker im Bauhausstil errichten.
Im Erdgeschoss befand sich das Bootslager, aus dem über zwei große Tore die Boote zur Weser herausgeschoben werden konnten. Das zurückgesetzte Obergeschoss bot Platz für die Vereinsräume. Ein kleiner Aussichtsturm ermöglichte einen guten Blick auf die Weser und das Hissen der Vereins- oder Speckflagge. Im Zweiten Weltkrieg wurde der Turm von einer Fliegerbombe um ca. zwei Meter „verkürzt“.
1974 zog der Vegesacker Ruderverein zum Grohner Yachthafen um und verließ das Haus am Wasser. Nach 1974 hielt die Bewohnerin Carola Schulz dort über 300 Papageien, weshalb das Gebäude im Volksmund auch unter dem Namen Papageienhaus bekannt war.
Der Künstler und Kurator Hanns Joachim „Hajo“ Antpöhler (1930–2011) nutzte das Haus als Ausstellungsort und organisierte dort zwischen 1990 und 1998 mehr als 40 Kunstpräsentationen.
2000 mieteten der Bildhauer Thomas Recker und der Maler Helmut Streich das Haus als Künstleratelier.
Heute (2018) wird das Haus am Wasser noch auf 114 m² als Galerie und Atelier genutzt. Aufgrund der Nähe zur Weser ist es hochwassergefährdet. Die Türen und Tore bieten zwar Hochwasserschutz, aber ein dauerhaftes Wohnen ist dort nicht gestattet, da es keinen zweiten Rettungsweg gibt. Das denkmalgeschützte Gebäude gehört der Stadt Bremen, wobei Immobilien Bremen einen neuen Käufer sucht.